# Burg Hünersedel
Die Burg Hünersedel ist eine abgegangene Burg bei der Stadt Elzach im Landkreis Emmendingen in Baden-Württemberg. Von der nicht mehr lokalisierbaren Burganlage der Wallburg ist nichts erhalten.